# Riccati-féle differenciálegyenlet
Az
{\displaystyle y'+p(x)y=r(x)y^{2}+h(x)\,\qquad (1)}
közönséges, egyismeretlenes, elsőrendű, nemlineáris differenciálegyenletet Riccati-féle differenciálegyenletnek nevezzük. Az egyenletet Jacopo Riccati (1676–1754) velencei jogászról és matematikusról nevezték el.

## Speciális esetek
- Ha {\displaystyle r(x)\equiv 0\,}, akkor lineáris.
- Ha {\displaystyle h(x)\equiv 0\,}, akkor Bernoulli-féle differenciálegyenletet kapunk.

## Megoldása
Az általános Riccati-féle differenciálegyenlet általában integrálással nem oldható meg, de ha ismeretes az (1) egyenlet egyetlen
{\displaystyle y=y_{1}(x)\,}
partikuláris megoldása, akkor az
{\displaystyle z(x)=y-y_{1}(x)\,}
új ismeretlen függvény bevezetésével már az általános {\displaystyle y=z(x)+y_{1}(x)} megoldás is előállítható. Mi csak ezzel az esettel foglalkozunk.
Legyen az (1) egyenlet egy partikuláris megoldása {\displaystyle y_{1}(x)}, ekkor fennáll az
{\displaystyle y_{1}'+p(x)y_{1}=r(x)y_{1}^{2}+h(x)\,\qquad (2)}
azonosság. Vonjuk ki (1)-ből (2) megfelelő oldalát:
{\displaystyle y'-y_{1}'+p(x)(y-y_{1})=r(x)(y^{2}-y_{1}^{2})\,},
és vezessük be az
{\displaystyle z(x)=y-y_{1}(x)\,}
új ismeretlen függvényt, akkor a
{\displaystyle z'+p(x)z=r(x)z(z+2y_{1})\,}
alak áll elő. Rendezve
{\displaystyle z'+(p(x)-2r(x)y_{1})z=r(x)z^{2}\,\qquad (3)}
egyenletre jutunk, amely az új z(x) függvényre Bernoulli-féle differenciálegyenlet. Ennek megoldását az előző pontban ismertetett módon kapjuk, az
{\displaystyle {\frac {1}{z}}=u(x)\,}
új ismeretlen függvény bevezetésével ugyanis lineáris inhomogén differenciálegyenletet kapunk, amely integrálással megoldható.